# ジョン・ミード (初代クランウィリアム伯爵)
初代クランウィリアム伯爵ジョン・ミード（英語: John Meade, 1st Earl of Clanwilliam、1744年4月21日 – 1800年10月19日）は、アイルランド王国の政治家、地主、貴族。

## 生涯
第3代準男爵サー・リチャード・ミード（1744年5月26日没）とキャサリン・プリティー（Catherine Prittie、ヘンリー・プリティーの娘）の息子として、1744年4月21日に生まれた。わずか生後1か月のときに父が死去したため、準男爵位を継承した。その後、ダブリン大学トリニティ・カレッジで教育を受け、1762年にB.A.の学位を修得した。
1764年から1766年までバナハー選挙区の代表としてアイルランド庶民院議員を務めた後、1766年11月17日にアイルランド貴族であるダウン県におけるギルフォード館のギルフォード男爵、ティペラリー県におけるクランウィリアム子爵に叙され、1767年10月22日にクランウィリアム子爵としてアイルランド貴族院議員に就任した。1776年7月20日に同じくアイルランド貴族であるクランウィリアム伯爵に叙され、1779年11月10日にクランウィリアム伯爵としてアイルランド貴族院議員に就任した。
1800年10月19日に死去、ダブリンで埋葬された。息子リチャードが爵位を継承した。

## 私生活
家族ともども豪奢な生活を送り、1783年頃より資産が差し押さえられてオークションにかけられるほどとなった。クランウィリアム伯爵家の債務は1787年に合計72,135ポンドに膨れ上がり、コーク県とキルケニー県における領地の売却または抵当入れを余儀なくされた。長男ギルフォード卿リチャードが父から与えられた収入を一部放棄したこともあり、債務の金額が1791年時点で31,327ポンドに下がったが、結局1793年にティペラリー県の領地の売却手続きを始めることになり（売却は初代伯爵の死後の1805年に完了）、債務の金額も1795年には46,251ポンドに上がった。

## 家族

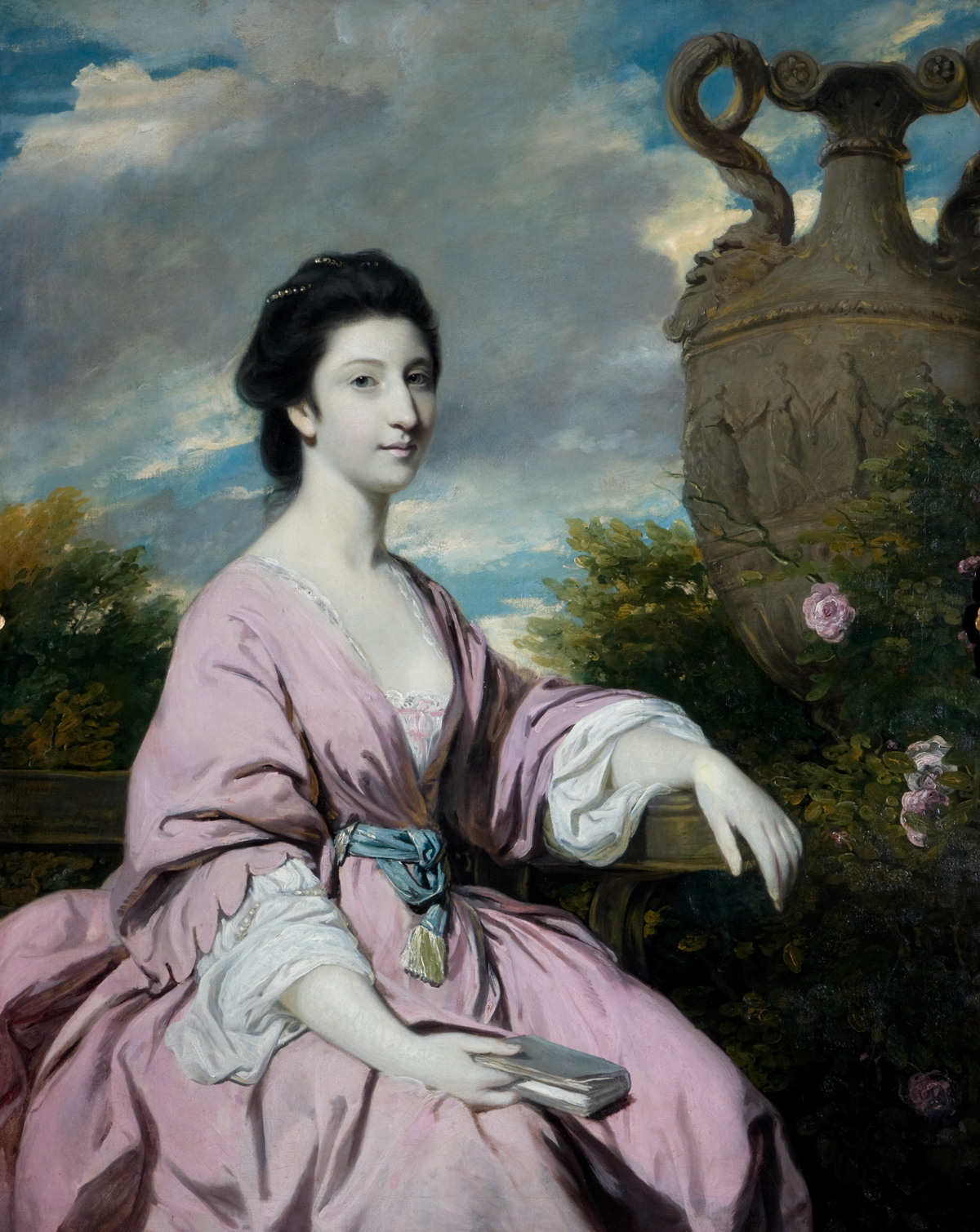
クランウィリアム伯爵夫人セオドシア・ミード、ジョシュア・レノルズ作、1765年。

1765年8月29日、セオドシア・ホーキンス＝マギル（1743年9月5日 – 1817年3月2日、ロバート・ホーキンス＝マギルの娘）と結婚、4男4女をもうけた。
- リチャード（1766年 – 1805年） - 第2代クランウィリアム伯爵
- 女子
- キャサリン（1770年10月7日 – 1793年2月17日） - 1789年6月30日、第4代ポーズコート子爵リチャード・ウィンフィールドと結婚、子供あり
- ロバート（1772年12月29日 – 1852年7月11日） - 1808年6月20日、アン・ルイーズ・ダリング（Anne Louise Dalling、1853年3月18日没、初代準男爵サー・ジョン・ダリング（英語版）の娘）と結婚、子供あり
- セオドシア・サラ・フランシス（1773年頃 – 1853年12月13日） - 1798年11月17日、ジョン・フランシス・クラドック（後の初代ハウデン男爵）と結婚、子供あり
- ジョン（英語版）（1775年頃 – 1849年） - 1816年10月2日、ユラニア・キャロライン・ウォード（Urania Caroline Ward、1851年11月没、エドワード・ウォードの娘）と結婚、子供あり
- ピアース・ミード（英語版）（1776年 – 1834年） - 聖職者。1801年4月6日、エリザベス・パーシー（Elizabeth Percy、1823年9月26日没、トマス・パーシーの娘）と結婚、子供あり
- メロジーナ・アデレード（Melosina Adelaide、1866年3月26日没） - 第10代ミーズ伯爵ジョン・シャンブレ・ブラバゾンと結婚、子供あり